# 板倉滉
板倉滉（日语：／ Itakura Kō，1997年1月27日—），日本足球運動員，日本國家足球隊成員，現效力於荷甲球隊阿贾克斯，司職後衛。有着1.86m的身高，头球技术出色。而且作为中后卫，他的脚下技术优秀，擅长后场出球，并且喜欢持球前压进攻。所以在一些比赛中板仓滉也被教练安排出任组织型后腰的角色。

## 俱乐部生涯

### 川崎前锋
1997年1月27日板仓滉出生在神奈川县横濱市的球员。小学4年级，他加入到川崎前锋的少年队，直到出任了U18梯队的队长。2015年，他与另一名青训的球员三好康儿一同升入一线队。
直到2016年8月，他才在日职联赛第2阶段第7轮，川崎前锋对阵甲府风林的比赛中替补出场，完成了自己的联赛首秀。在最终的联赛冠军争夺战中，板仓获得出场机会，但球队0-1不敌鹿岛鹿角。2015-2017，总共3个赛季的时间，板仓滉代表川崎打了7场联赛，5场联赛杯和5场天皇杯。

#### 租借仙台
2018年，川崎前锋将没有得到出场机会的板仓滉租借到仙台维加泰 ，在首轮对柏雷素尔的比赛中，替补登场的板仓滉就头球破门。2018赛季的日职联赛首轮比赛仙台维加泰对阵柏雷素尔，这是板仓滉在球队主场的首秀，他在比赛中替补登场。下半场第52分钟，板仓滉接到队友的右路传中头球破门，首秀就有进球。整个2018赛季，除了伤病和参加各级别国家队的比赛之外，其余时间里板仓滉都是主力。当获得了更多的比赛机会，短短一个赛季，他就已经具备了在同龄球员中相当高的水准。

### 曼城及外租荷兰
板仓滉出色的表现打动了曼城主帅瓜迪奥拉。2019年冬窗，板仓滉以110万欧元的身价从川崎前锋转会加盟曼城。

#### 格罗宁根
随即便被曼城租借至荷甲球队格罗宁根，双方签下一份为期一年半的租借合同。在租借格伦宁根的前半个赛季里，板仓滉只代表格罗宁根U21青年队出场。
2019/20赛季，板仓滉代表格罗宁根一线队在荷甲上演首秀，凭借出色的表现在队内年度最佳球员评选中排名第三。
荷甲球队格罗宁根官方宣布，球队续租了过去一个半赛季从曼城租借效力球队的日本后卫板仓滉，将以租借方式继续效力球队一年。
荷甲第14轮格罗宁根3:2战胜威廉二世。板仓滉首发并打满全场，第84分钟头球帮助球队扳平比分，这也是板仓滉加盟格罗宁根以来的首球。
在格罗宁根效力的2个半赛季中，他参加了56场正式比赛，并有1粒进球和1次助攻。并且在2020-21赛季，他在荷甲34轮比赛中保持全勤，成为了上赛季荷甲第二位能够全勤的球员之一，在荷兰的2个半赛季中成为出色的中后卫。

### 沙尔克04
2021年8月20日，德乙球队沙尔克04官方宣布，曼城的日本后卫板仓滉租借加盟球队，租借期为1年，并且附有买断条款。

### 门兴
德甲球队慕逊加柏宣布，从曼城签下日本中卫板倉滉，合约到2026年6月30日。
慕逊加柏3-1战胜霍芬海姆，板仓滉在比赛第42分钟助攻帮助球队首开纪录。

### 阿贾克斯
2025年8月初，多方消息证实：板仓晃重返荷兰，加盟阿贾克斯。

## 國家隊生涯
板仓滉已经入选过日本多个级别的国青队，先后参加了2016年亚足联U-19锦标赛、2017年国际足协U-20世界杯。
板仓滉也以主力身份代表日本U23国家队参加了2018年在中国举行的U23亚洲杯。
他参加了2018年亚运会并作为主力中后卫和队长帮助日本队夺得亚军（决赛1:2韩国）。
2019年6月国际赛期他成功入选日本国家足球队参加2019年美洲杯。在对乌拉圭的比赛中正选上阵完成自己在国家队的第一场，及后同样在分组赛日本对厄瓜多尔时，他也作为防守中场正选上阵。在这两场日本都只能和对手打和，未能晋级。近两次国际赛期他也有入选国家队，包括9月在友谊赛日本以2-0击败巴拉圭，板仓滉也有后备上阵，同样是作为防守中场。而在10月的国际赛期中，日本出战世界杯亚洲区外围赛，分别对阵缅甸、蒙古以及塔吉克斯坦。3场日本都胜出，总共入11球没有失球，板仓滉只能在于后备席上未有出场。
2022年11月，板仓滉入選日本隊2022年世界盃大名單。

## 外部連結
- （日語）J.League Data Site （页面存档备份，存于）
- 川崎フロンターレによる公式プロフィール
- 板倉滉的X（前Twitter）
- 板倉滉 – FIFA國際賽競賽紀錄 (存檔)
- 日本職業足球聯賽中的板倉滉 （日語）
- Soccerway資料庫：板倉滉
- worldfootball.net：板倉滉之統計數據 （英文）
- 板倉滉在 National-Football-Teams.com 上的出场纪录
- Profile at Vegalta Sendai
- Profile at Kawasaki Frontale （页面存档备份，存于）